# 예수의 종교적 관점
예수의 종교적 관점은 세계 종교마다 다르다. 예수의 가르침과 자신의 삶의 이야기의 개작은 인류 역사의 과정에 큰 영향을 줬으며, 직접 또는 간접적으로 수십억의 사람들, 심지어 비 기독교인의 삶에도 영향을 줬다.

## 같이 보기
- 기독교와 다른 종교
- 신약 속 예수의 삶
- 예수 대사

## 참고 도서
- Slade, Darren M. (January 2014). “ARABIA HAERESIUM FERAX (ARABIA BEARER OF HERESIES): Schismatic Christianity’s Potential Influence on Muhammad and the Qur’an” (PDF). 《American Theological Inquiry》 7 (1): 43–53. 2014년 2월 2일에 원본 문서 (PDF)에서 보존된 문서. 2014년 1월 20일에 확인함.